# Tembela (Mbeya DC)
Tembela ist ein Verwaltungsbezirk (Ward) des Distrikts Mbeya in der gleichnamigen tansanischen Region Mbeya.

## Geografie
Tembela liegt im Südwesten von Tansania etwa 20 Kilometer südöstlich von der Regionshauptstadt Mbeya und östlich vom Krater des Ngozi. Der Bezirk hat eine Fläche von 38,67 Quadratkilometern und bei der Volkszählung 2022 lebten hier 10.541 Menschen in 2978 Haushalten.

## Gliederung
Der Bezirk besteht aus sechs Gemeinden (Mtaa) mit 52 Orten (Kitongoji):
| Galijembe - Silungwela A - Silungwela B - CCM - Zunya A - Zunya B - Hasalala - Shuleni | Simambwe - Kisalawe A - Kisalawe B - Barabarani - Shuleni - Iwawa A - Iwawa B - Majengo A - Majengo B - Majengo C - Isyabano - Kilombero | Usoha Njiapanda - Magogo - Muungano - Itagano - Usoha Njiapanda A - Usoha Njiapanda B - Hohola - Nsabano - Wite | Shibolya - Kulila - Nyanga - Maendeleo - Pile - Mwabuli - Ntojo - Hasengo - Mbaba - Itende | Ilembo/ Usafwa - Wite - Wite A - Wite B - Ngumbulu - Isoso - Ilembo | Ngoha - Mapombo - Stendi - Matope - Ntebela - Shuleni - Matwalani - Tegemea Jembe - Isolola A - Isolola B - Jeremani - Dude |

## Wirtschaft und Infrastruktur
- Bildung: Die Shibolya Secondary School ist eine staatliche Schule, die Jugendliche bis zur 4. Stufe ausbildet.[6] Außerdem gibt es im Bezirk noch eine Privatschule.[7]
- Gesundheit: In Ilembo befindet sich ein Gesundheitszentrum, das Patienten ambulant und stationär versorgt.[8] Ferner bieten die Apotheken in Galijembe[9] und Simambwe[10] ambulante Erstversorgung an.